# Bảo tàng mèo Kuching

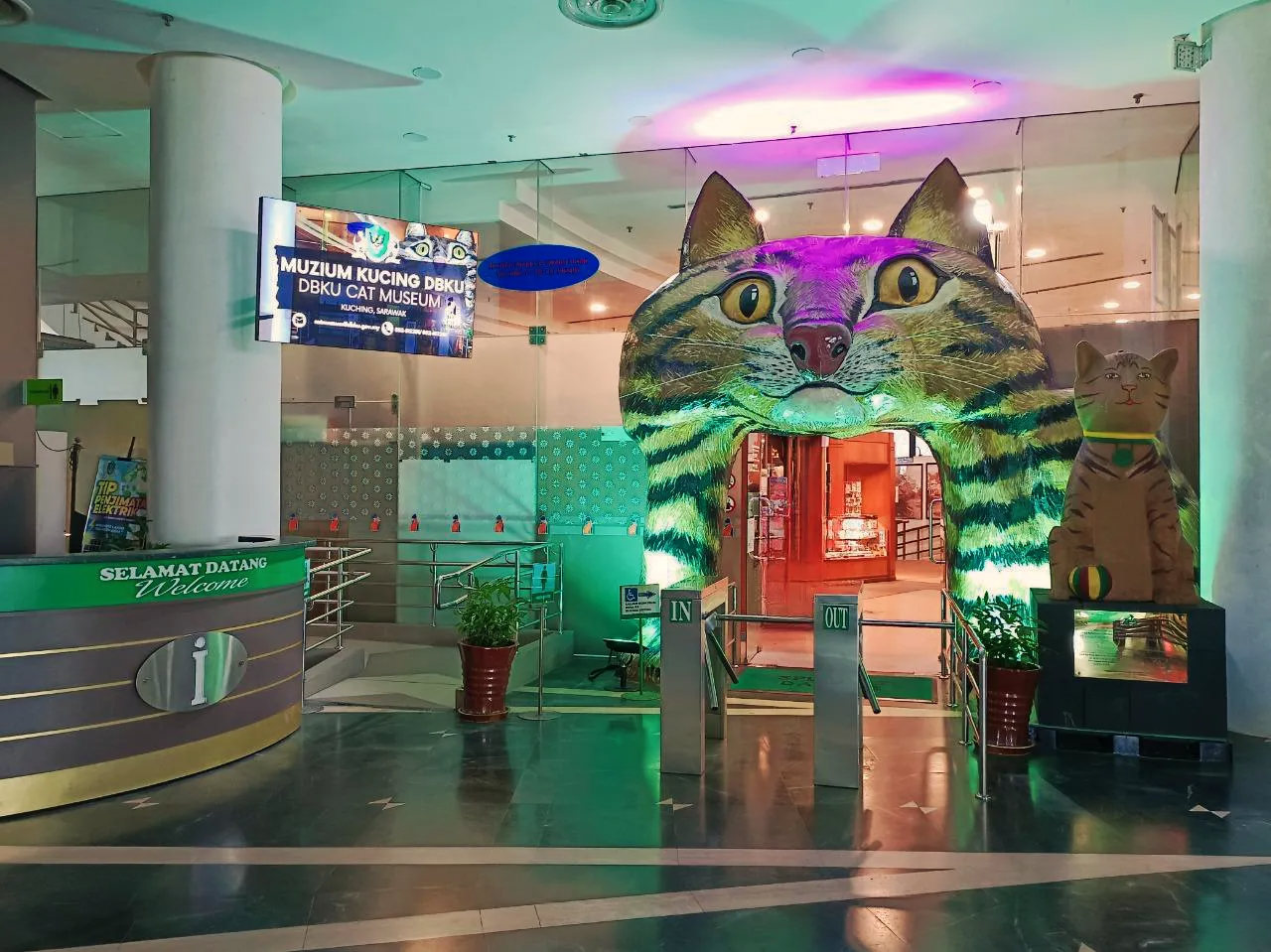
Bảo tàng mèo Kuching (2024).

Bảo tàng mèo Kuching là một bảo tàng về các loài mèo ở thành phố Kuching của Malaysia. Nơi đây có 2000 hiện vật, tượng... liên quan đến loài mèo trên khắp thế giới. Theo quan niệm của dân Malaysia và Trung Hoa thì loài mèo là một loài may mắn. Bảo tàng tọa lạc trên diện tích 1035,9 m² trên một ngọn đồi nhìn ra thành phố Kuching có tên gọi là Bukit Siol. Năm 1987, triển lãm liên quan đến loài mèo được thực hiện lần đầu tại Kuala Lumpur. Ngày 1/8/1988 triển lãm tương tự được thực hiện tại Kuching khi thành phố này được gọi là thành phố mèo. Năm 1993, thành lập bảo tàng mèo.